# Concord (Vermont, CDP)
Concord ist ein Census-designated place im Essex County des Bundesstaates Vermont in den Vereinigten Staaten. Bei der Volkszählung von 2020 lebten im CDP Concord 213 Personen. Der CDP Concord umfasst das Hauptsiedlungsgebiet in der Town Concord. Er ist Teil der Berlin Micropolitan Statistical Area.

## Geschichte
Als Siedlungsgebiet der Town Concord betraf der Grant für Concord vom 7. November 1780, der durch die Vermont Republic an Dr. Reuben Jones aus Rockingham, Vermont und weiteren vergeben wurde, auch das heutige CDP mit dem Village am Connecticut River. Die Besiedlung der Town startete im Jahr 1788. Das Concord CDP befindet sich im westlichen Teil der Town am Moose Rivers. Dieser mündet westwärts bei St. Johnsbury in den Passumpsic River. Der U.S. Highway 2 verläuft durch das Gebiet, parallel zum Moose River und führt von St. Johnsbury im Westen nach Lancaster im Osten.